# Savona 1907 FBC
Der  Savona 1907 Foot Ball Club  ist ein italienischer Fußballverein aus Savona in Ligurien.
Der Verein wurde 1907 gegründet. Der Spitzname der Mannschaft ist „Striscioni“ („Die Banner“). Die Vereinsfarben sind Weiß und Blau. Als Stadion dient dem Verein das Stadio Valerio Bacigalupo in Savona, das Platz für 4.000 Zuschauer bietet.

## Saisons
| Meisterschaftsteilnahmen | Meisterschaftsteilnahmen            | Meisterschaftsteilnahmen | Meisterschaftsteilnahmen | Meisterschaftsteilnahmen | Meisterschaftsteilnahmen | Meisterschaftsteilnahmen |
| Liga                     | Teilnahme                           | Saisons                  | Erste Saison             | Letzte Saison            | Gesamt                   |                          |
| ------------------------ | ----------------------------------- | ------------------------ | ------------------------ | ------------------------ | ------------------------ | ------------------------ |
| 1.                       | Prima Divisione                     | 2                        | 1921/22                  | 1922/23                  | 2                        |                          |
| 2.                       | Seconda Divisione                   | 3                        | 1923/24                  | 1925/26                  | 11                       |                          |
| 2.                       | Prima Divisione                     | 2                        | 1926/27                  | 1927/28                  | 11                       |                          |
| 2.                       | Serie B-C Alta Italia               | 1                        | 1945/46                  | 1945/46                  | 11                       |                          |
| 2.                       | Serie B                             | 5                        | 1940/41                  | 1966/67                  | 11                       |                          |
| 3.                       | Prima Divisione                     | 7                        | 1928/29                  | 1934/35                  | 32                       |                          |
| 3.                       | Serie C                             | 24                       | 1935/36                  | 1973/74                  | 32                       |                          |
| 3.                       | Lega Pro Prima Divisione            | 1                        | 2013/14                  | 2013/14                  | 32                       |                          |
| 4.                       | IV Serie                            | 2                        | 1952/53                  | 1958/59                  | 39                       |                          |
| 4.                       | Seconda Categoria                   | 1                        | 1957/58                  | 1957/58                  | 39                       |                          |
| 4.                       | Campionato Interregionale           | 5                        | 1986/87                  | 1991/92                  | 39                       |                          |
| 4.                       | Serie C2 Lega Pro Seconda Divisione | 13                       | 1978/79                  | 2012/13                  | 39                       |                          |
| 4.                       | Serie D                             | 18                       | 1974/75                  | 2009/10                  | 39                       |                          |
| 5.                       | Promozione                          | 5                        | 1953/54                  | 1988/89                  | 7                        |                          |
| 5.                       | Eccellenza                          | 2                        | 1998/99                  | 1999/2000                | 7                        |                          |

## Ehemalige Spieler
- Valerio Bacigalupo
- Luigi Bertolini
- Renato Bodini
- Aldo Giuseppe Borel
- Pietro Buscaglia
- Andrea Cambiaso
- Enrico Catuzzi
- Dario Dolci
- Eugenio Fascetti
- Pio Ferraris
- Luigi Ferrero
- Giuseppe Furino
- Carlo Ghigliano
- Francesco Imberti
- Virgilio Felice Levratto
- Marcello Lippi
- Edoardo Mariani
- Marco Nappi
- Pierino Prati
- Ernesto Tomasi
- Walter Zenga

## Ehemalige Trainer
- Manlio Bacigalupo
- Giorgio Canali
- Zeffiro Furiassi
- Árpád Hajós
- Jenő Károly
- Virgilio Felice Levratto
- Vincenzo Occhetta
- György Orth
- Imre Payer
- Ercole Rabitti
- Angelo Rosso
- Gennaro Ruotolo
- Giovanni Sacco
- Ernesto Tomasi
- Franco Viviani